# El Pego
El Pego est une municipalité espagnole de la communauté autonome de Castille-et-León et de la province de Zamora. En 2023, elle compte 282 habitants.
La ville est limitorphe de Guarrate, La Bóveda de Toro, Venialbo et Villabuena del Puente.

## Source
- (es) Cet article est partiellement ou en totalité issu de l’article de Wikipédia en espagnol intitulé « El Pego » (voir la liste des auteurs).